# ジェイク・ペトリッカ
- ジェイク・ペトリチカ

ジェイコブ・スティーブン・ペトリッカ（Jacob Steven Petricka, 1988年6月5日 - ）は、アメリカ合衆国ミネソタ州ノースフィールド出身のプロ野球選手（投手）。右投右打。MLBのミネソタ・ツインズ傘下所属。
愛称はペティー（Petey）。

## 経歴

### プロ入り前
2006年のMLBドラフト38巡目（全体1155位）でシカゴ・ホワイトソックスから指名されたが、インディアナ州立大学へ進学。
2009年のMLBドラフト34巡目（全体1035位）でニューヨーク・ヤンキースから指名されたが、契約には至らなかった。

### プロ入りとホワイトソックス時代
2010年のMLBドラフト2巡目（全体63位）で再びホワイトソックスから指名され、6月15日に契約。契約後、傘下のアパラチアンリーグのルーキー級ブリストル・ホワイトソックスでプロデビュー。同球団では8試合に先発登板して2勝4敗、防御率2.86、38奪三振を記録した。8月にA級カナポリス・インティミデイターズへ昇格。9試合に登板して0勝1敗、防御率3.72、10奪三振を記録した。
2011年はルーキー級ブリストル、A級カナポリス、A+級ウィンストン・セイラム・ダッシュでプレー。A+級ウィンストン・セイラムでは13試合に先発登板して4勝7敗、防御率4.39、46奪三振を記録した。
2012年はA+級ウィンストン・セイラムとAA級バーミングハム・バロンズでプレー。AA級バーミングハムでは10試合に先発登板して3勝3敗、防御率5.46、27奪三振を記録した。
2013年はAA級バーミングハムで開幕を迎え、21試合（先発1試合）に登板。3勝0敗、防御率2.06、41奪三振を記録した。7月にAAA級シャーロット・ナイツへ昇格し、10試合に登板。2勝0敗1セーブ、防御率1.17、17奪三振と好投し、8月17日にラモン・トロンコソが故障で離脱したため、ホワイトソックスとメジャー契約を結んでアクティブ・ロースター入りした。8月22日のカンザスシティ・ロイヤルズ戦でメジャーデビュー。同点の延長11回裏1死から登板し、0.2回を無安打無失点に抑えた。直後の12回表にホワイトソックスが勝ち越したため、メジャー初勝利を挙げた。この年メジャーでは16試合に登板して1勝1敗、防御率3.26、10奪三振を記録した。
2014年3月1日にホワイトソックスと1年契約に合意。3月23日にAAA級シャーロットへ異動し、そのまま開幕を迎えた。4月4日にネイト・ジョーンズが故障で離脱したため、マイナーでの登板がないままメジャーへ昇格した。最終的にメジャーでは67試合にリリーフ登板し、1勝6敗、勝率.143と大きく負け越したが、クローザーとしても起用されて防御率2.96、14セーブという好成績をマークした。
2015年もリリーフ陣の一角として62試合に投げた。自己記録を更新する4勝を挙げたが、防御率は大きく悪化して3.63だった。
2016年、メジャーでは9試合・8.0イニングの登板に留まり、防御率4.50、8四球、7奪三振を記録しただけだった。これは、臀部を痛めて故障者リスト入りした影響もある。
2017年は27試合に登板して1勝1敗、防御率7.01、26奪三振を記録した。オフの12月1日にノンテンダーFAとなった。

### ブルージェイズ時代
2018年2月8日にトロント・ブルージェイズとマイナー契約を結び、スプリングトレーニングに招待選手として参加することになった。開幕は傘下のAAA級バッファロー・バイソンズでの故障者リストで迎え、戦列復帰後の5月4日にメジャー契約を結んでアクティブ・ロースター入りした。この年は41試合に登板して3勝1敗、防御率4.53、41奪三振を記録した。オフの11月2日にFAとなった。

### ブルワーズ時代
2019年1月12日にミルウォーキー・ブルワーズと1年契約を結んだ。4月27日にDFAとなり、5月1日にマイナー契約で傘下のAAA級サンアントニオ・ミッションズへ配属された。

### レンジャーズ傘下時代
2019年6月14日に後日発表選手または金銭とのトレードで、テキサス・レンジャーズへ移籍した。オフの11月4日にFAとなった。

### ブルージェイズ傘下時代
2020年2月11日にブルージェイズとマイナー契約を結んだ。9月9日に自由契約となった。

### 独立リーグ時代
2021年3月16日に独立リーグであるアトランティックリーグのハイポイント・ロッカーズと契約した。

### エンゼルス時代
2021年6月5日にロサンゼルス・エンゼルスとマイナー契約を結び、10日に傘下のソルトレイク・ビーズに配属された。8月25日にメジャー契約を結んでアクティブ・ロースター入りした。移籍後初登板となった同日のボルチモア・オリオールズ戦では0.2回を投げたものの、4失点を喫して敗戦投手となった。9月16日にDFAとなり、21日に自由契約となった。その2日後の9月23日にエンゼルスと再びマイナー契約を結んだ。オフの11月7日にFAとなった。

### ツインズ傘下時代
2022年3月31日にミネソタ・ツインズとマイナー契約を結んだ

## 詳細情報

### 年度別投手成績
| 年 度    | 球 団    | 登 板 | 先 発 | 完 投 | 完 封 | 無 四 球 | 勝 利 | 敗 戦 | セ 丨 ブ | ホ 丨 ル ド | 勝 率 | 打 者 | 投 球 回 | 被 安 打 | 被 本 塁 打 | 与 四 球 | 敬 遠 | 与 死 球 | 奪 三 振 | 暴 投 | ボ 丨 ク | 失 点 | 自 責 点 | 防 御 率 | W H I P |
| -------- | -------- | ----- | ----- | ----- | ----- | -------- | ----- | ----- | -------- | ----------- | ----- | ----- | -------- | -------- | ----------- | -------- | ----- | -------- | -------- | ----- | -------- | ----- | -------- | -------- | ------- |
| 2013     | CWS      | 16    | 0     | 0     | 0     | 0        | 1     | 1     | 0        | 0           | .500  | 131   | 19.1     | 20       | 0           | 10       | 1     | 1        | 10       | 4     | 0        | 7     | 7        | 3.26     | 1.55    |
| 2014     | CWS      | 67    | 0     | 0     | 0     | 0        | 1     | 6     | 14       | 10          | .143  | 307   | 73.0     | 67       | 3           | 33       | 4     | 2        | 55       | 2     | 0        | 24    | 24       | 2.96     | 1.37    |
| 2015     | CWS      | 62    | 0     | 0     | 0     | 0        | 4     | 3     | 2        | 12          | .571  | 220   | 52.0     | 56       | 2           | 18       | 4     | 1        | 33       | 2     | 0        | 21    | 21       | 3.63     | 1.42    |
| 2016     | CWS      | 9     | 0     | 0     | 0     | 0        | 0     | 0     | 0        | 1           | ----  | 39    | 8.0      | 8        | 1           | 8        | 0     | 0        | 7        | 3     | 0        | 5     | 4        | 4.50     | 2.00    |
| 2017     | CWS      | 27    | 0     | 0     | 0     | 0        | 1     | 1     | 0        | 3           | .500  | 122   | 25.2     | 39       | 6           | 6        | 0     | 1        | 26       | 3     | 0        | 21    | 20       | 7.01     | 1.75    |
| 2018     | TOR      | 41    | 0     | 0     | 0     | 0        | 3     | 1     | 0        | 1           | .750  | 208   | 45.2     | 59       | 6           | 16       | 0     | 5        | 41       | 5     | 0        | 28    | 23       | 4.53     | 1.64    |
| 2019     | MIL      | 6     | 0     | 0     | 0     | 0        | 0     | 0     | 0        | 0           | ----  | 36    | 8.0      | 6        | 0           | 6        | 1     | 0        | 3        | 1     | 0        | 3     | 3        | 3.38     | 1.50    |
| MLB：7年 | MLB：7年 | 228   | 0     | 0     | 0     | 0        | 10    | 12    | 16       | 27          | .455  | 1017  | 231.2    | 255      | 18          | 97       | 10    | 10       | 175      | 20    | 0        | 109   | 102      | 3.96     | 1.52    |

- 2020年度シーズン終了時

### 背番号
- 68（2013年）
- 52（2014年 - 2017年、2021年）
- 39（2018年）
- 36（2019年）